# 파르툴라 크라실라브리스
파르툴라 크라실라브리스(Partula crassilabris)는 열대성 육상 달팽이의 한 종류로서 폴리네시아에 있는 라이아테아 섬의 제한된 지역에 분포했다. 지금은 멸종한 상태이다.
껍데기 높이 18mm, 폭 14mm이며, 입구가 두껍고 껍데기 입구 안의 치상돌기가 특징이다(없는 경우도 있다).